# Тошня
Тошня — река в Вологодской области России, протекает по территории Шекснинского и Вологодского районов.
Ширина русла — 5—12 м (до 30 м в приустьевой части), глубина в межень — 1—2 м, скорость течения — 0,1—0,8 м/с. Устье реки находится западнее города Вологды, в 46 км по правому берегу одноимённой реки. Длина составляет 103 км, площадь водосборного бассейна — 1130 км². Используется для водоснабжения.
| Средний расход воды (м³/с) реки Тошни по месяцам с 1976 по 1985 гг. (замеры производились на гидрологическом посту в 16 км от устья) |

## Данные водного реестра
По данным государственного водного реестра России относится к Двинско-Печорскому бассейновому округу, водохозяйственный участок реки — Северная Двина от начала реки до впадения реки Вычегда, без рек Юг и Сухона (от истока до Кубенского гидроузла), речной подбассейн реки — Сухона. Речной бассейн реки — Северная Двина.
Код объекта в государственном водном реестре — 03020100312103000006431.

## Притоки
(расстояние от устья)
- 4 км: река Шолда (пр)
- 24 км: река Ёма (пр)
- 25 км: река Лапач (пр)
- 30 км: река Ершовка (пр)
- 35 км: река Пудега (пр)
- 59 км: река Шомба (лв)
- 68 км: река Рунас (пр)
- 78 км: река Кольдюга (пр)